# Agathia albiangularia
Agathia albiangularia är en fjärilsart som beskrevs av Herrich-Schäffer 1855. Agathia albiangularia ingår i släktet Agathia och familjen mätare. Inga underarter finns listade i Catalogue of Life.